# Phaeoramularia maculicola
Phaeoramularia maculicola är en svampart som först beskrevs av Romell & Sacc., och fick sitt nu gällande namn av B. Sutton 1970. Phaeoramularia maculicola ingår i släktet Phaeoramularia och familjen Mycosphaerellaceae.   Inga underarter finns listade i Catalogue of Life.